# Bathydexia wulpii
Bathydexia wulpii är en tvåvingeart som beskrevs av Townsend 1913. Bathydexia wulpii ingår i släktet Bathydexia och familjen parasitflugor.
Artens utbredningsområde är Guatemala. Inga underarter finns listade.